# Şəki
Sjäki (azerbajdzjanska: Şəki, fram till 1968 Nuxa) är en stad i nordvästra Azerbajdzjan i rajonen (distriktet) med samma namn, belägen i den södra delen av Stora Kaukasus, ca 325 km från huvudstaden Baku. Staden har 63 000 invånare (2008).

## Kända personer från Sjäki
- Ayyub Abasov — azerbajdzjansk-sovjetisk författare, ärad konstarbetare i Azerbajdzjanska SSR 1954.[3]
- Bəxtiyar Vahabzadə — poet och "folkets poet" i Azerbajdzjan.
- Elshad Yahyayev — azerbajdzjansk nationalhjälte.[4]
- Fətəli xan Xoyski — advokat, ordförande i ministerrådet i Demokratiska republiken Azerbajdzjan 1918–1919.
- Fuad Abdurakhmanov — skulptör, "folkets konstnär/artist" i Azerbajdzjanska SSR 1955.[5]
- Jovdat Hajiyev — kompositör, "folkets konstnär/artist" i Azerbajdzjanska SSR 1960.[6]
- Ismayil Osmanly — skådespelare, "folkets konstnär/artist" i USSR 1974.[7]
- Lutfali Abdullayev — skådespelare
- Mirzə Fətəli Axundov — författare, pedagog och filosof, grundare av azerbajdzjansk dramaindustri.[8]
- Məhəmməd Mövlazadə — en adlig azerbajdzjansk, religiös ledare, filosof, alim och den första att översätta koranen till azerbajdzjanska.
- Rəhim Qazıyev — försvarsminister i Azerbajdzjan 1992–1993.
- Rasim Ojagov — filmregissör och aktör, "folkets konstnär/artist" i Azerbajdzjanska SSR 1982.[9]
- Sabit Rahman — författare och dramatiker.
- Şəkili Ələsgər — folkmusiker and mughamsångare.
- Suleiman Eldarov — Högt uppsatt inom "Ärans Orden".[10]
- Ziya Yusifzadeh — Ordförande i Azerbajdzjanska SSR:s KGB 1980–1988.[11]